# Diocesi di Oslo (luterana)

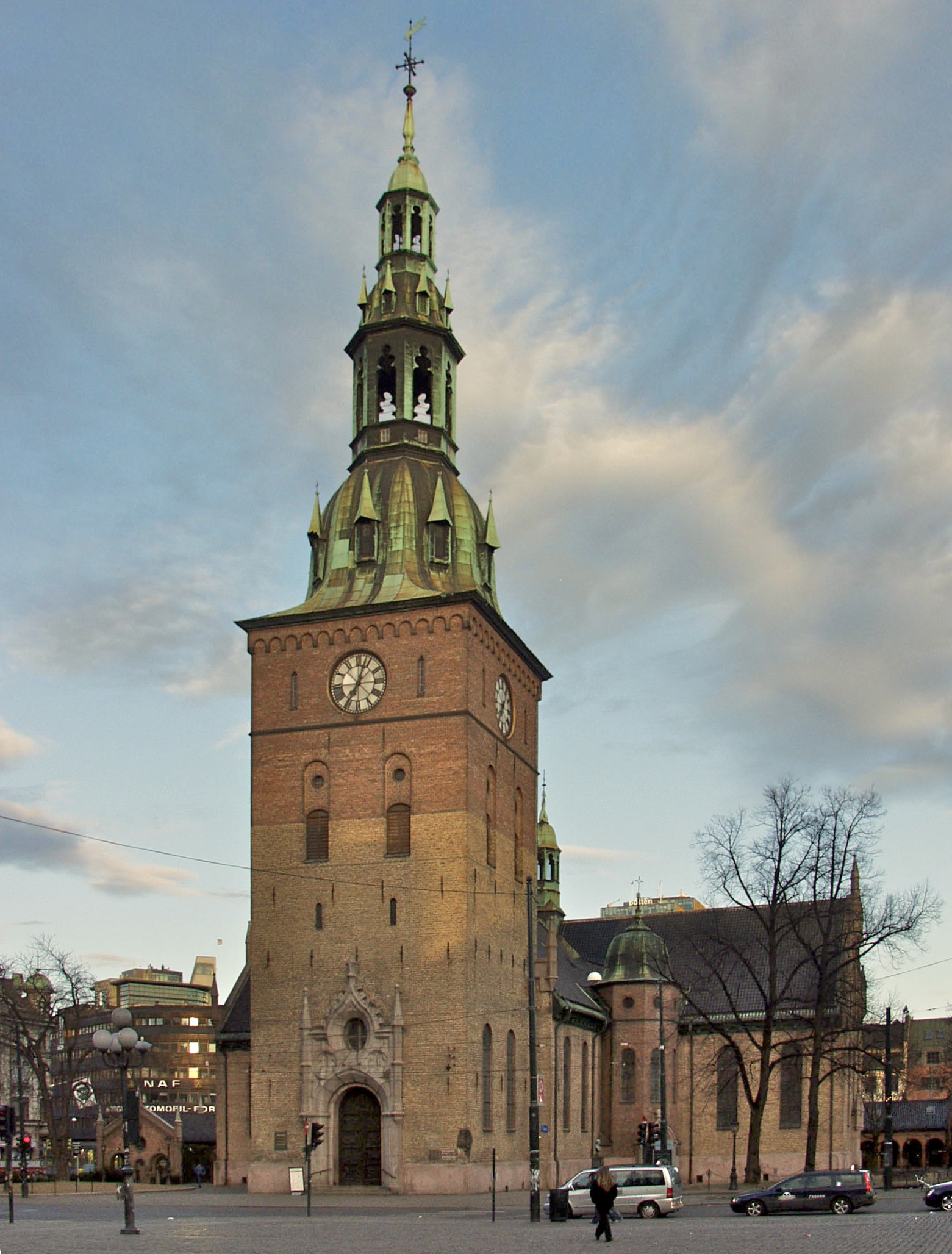
Cattedrale di Oslo

La diocesi di Oslo  è una diocesi appartenente alla Chiesa di Norvegia. Continua di fatto l'antica diocesi (cattolica) e infatti il primo vescovo luterano fu anche l'ultimo della diocesi medioevale quando la Norvegia passò interamente al luteranesimo, unica religione riconosciuta nella nazione fino all'Ottocento (una nuova diocesi cattolica fu poi eretta nel 1953).

## Cronotassi dei vescovi
- 1541–1545 Hans Rev
- 1545–1548 Anders Madssøn
- 1548–1580 Frants Berg
- 1580–1600 Jens Nilssøn
- 1601–1607 Anders Bendssøn Dall
- 1607–1617 Niels Claussøn Senning
- 1617–1639 Niels Simonsen Glostrup
- 1639–1646 Oluf Boesen
- 1646–1664 Hennings Stockfleth
- 1664–1699 Hans Rosing
- 1699–1712 Hans Munch
- 1713–1730 Bartholomæus Deichman
- 1731–1737 Peder Hersleb
- 1738–1758 Niels Dorph
- 1758–1773 Fredrik Nannestad
- 1773–1804 Christian Schmidt
- 1805–1822 Fredrik Julius Bech
- 1823–1845 Christian Sørensen
- 1846–1874 Jens Lauritz Arup
- 1875–1893 Carl Peter Parelius Essendrop
- 1893–1896 Fredrik Wilhelm Klumpp Bugge
- 1896–1912 Anton Christian Bang
- 1912–1922 Jens Frølich Tandberg
- 1922–1937 Johan Lunde
- 1937–1951 Eivind Josef Berggrav
- 1951–1968 Johannes Smemo
- 1968–1973 Fridtjov Søiland Birkeli
- 1973–1977 Kaare Støylen
- 1977–1998 Andreas Aarflot
- 1998–2005 Gunnar Stålsett
- 2005–2017 Ole Christian Kvarme
- Kari Veiteberg dal 2017